# Camptotypus rugosus
Camptotypus rugosus är en stekelart som först beskrevs av Degeer 1773.  Camptotypus rugosus ingår i släktet Camptotypus och familjen brokparasitsteklar. Inga underarter finns listade.